# جوردانو برونو (فیلم)
جوردانو برونو (انگلیسی: Giordano Bruno) فیلمی به کارگردانی جولیانو مونتالدو است که در سال ۱۹۷۳ منتشر شد. از بازیگران آن می‌توان به جان ماریا ولونته، شارلوت رمپلینگ، ماسیمو فوسکی و مارک برنس اشاره کرد. فیلم گوشه‌هایی از زندگی «جردانو برونو» فیلسوف، ریاضی دان، شاعر و ستاره‌شناس ایتالیایی که در اروپا مشهور به «جانباخته علم» است را به نمایش در آورده است.